# Sächsisches Bürgerliches Gesetzbuch
Das Bürgerliche Gesetzbuch für das Königreich Sachsen (kurz Sächsisches BGB) trat am 1. März 1865 im Königreich Sachsen in Kraft.
Bestrebungen zur Schaffung einer Privatrechtskodifikation im damaligen Kurfürstentum Sachsen setzten bereits im 18. Jahrhundert ein. Kurfürst Friedrich Christian erließ während seiner nur gut zwei Monaten währenden Regierungszeit im Dezember 1763 ein Reskript mit ersten Anordnungen. Nach wiederholten Neuansätzen und mehreren Entwürfen wurde das Bürgerliche Gesetzbuch für das Königreich Sachsen schließlich am 2. Januar 1863 verkündet und trat am 1. März 1865 in Kraft. Außer Kraft trat es, mit Ausnahme einiger als sächsisches Landesrecht fortgeltender Bestimmungen, mit Inkrafttreten des Bürgerlichen Gesetzbuches für das Deutsche Reich am 1. Januar 1900. Als letzte und modernste der partikularrechtlichen Kodifikationen des 18. und 19. Jahrhunderts ist es auch als „Vorläufer und Generalprobe“ des (deutschen) BGB mit Einfluss auf dieses bezeichnet worden.
Die Materialien zu den Entwürfen von 1852, 1860 sowie zur Endfassung von 1863 wurden in einem Gemeinschaftsprojekt von Christian Hattenhauer von der Ruprecht-Karls-Universität Heidelberg und Frank Ludwig Schäfer von der Albert-Ludwigs-Universität Freiburg erfasst. Sie sind in einer Datenbank im Internet der Öffentlichkeit frei zugänglich. Die gedruckte Edition der Materialien ist in Vorbereitung.

## Ausgabe
- Bürgerliches Gesetzbuch für das Königreich Sachsen von 1863/1865 (= Neudrucke privatrechtlicher Kodifikationen und Entwuerfe des 19. Jahrhunderts. Band 4). Scientia Verlag, Aalen 1973, ISBN 3-511-04694-7.